# Ranunculus xinningensis
Ranunculus xinningensis är en ranunkelväxtart som beskrevs av Wen Tsai Wang. Ranunculus xinningensis ingår i släktet ranunkler, och familjen ranunkelväxter. Inga underarter finns listade i Catalogue of Life.